# Осауленко Станіслав Олександрович
Станісла́в Олекса́ндрович Осау́ленко (нар. 25 липня 1991 — пом. 27 серпня 2014) — старший солдат Збройних сил України, учасник російсько-української війни.

## Короткий життєпис
Народився 1991 року в місті Синельникове. 2006 року закінчив 9 класів ЗОШ № 2 міста Синельникове. Після школи продовжив навчання у Синельниківському професійному ліцеї, де 2009-го здобув кваліфікацію електрогазозварника. Відслужив строкову службу в армії, з 2010 року працював на Придніпровській залізниці у вагонному депо Нижньодніпровськ-Вузол, займався ремонтом вагонів.
З квітня 2014-го — заступник командира БМП, навідник-оператор 8-ї роти 3-го механізованого батальйону 93-ї Дніпропетровської окремої механізованої бригади. На бронежилет скидався колектив, меценат, комерційна фірма. За тиждень бронежилет й уберіг Олександра при близькому вибухові гранати.
Бійці, які обороняли блок-пост під постійними обстрілам, покликали допомогу. Вояки виїхали на БМП до блок-посту, між Горлівкою та Єнакієвим (Донецька область) були атаковані із трьох сторін. У бою з російськими терористами у Станіслава заклинило гармату, потім у БТРа заглох мотор. Загинув, воюючи як піхотинець, від вогнепального поранення — від двох куль врятував бронежилет, а третя потрапила між пластинами. Товариші намагались врятувати Осауленка, надали йому першу медичну допомогу, перев'язали, зупиняли кров; помер на руках у побратимів.
Без Станіслава лишились батьки, дружина Ольга та син Артем 2011 р.н.
Похований у Синельниковому 2 вересня 2014-го з військовими почестями; Східне кладовище.

## Нагороди та вшанування
За особисту мужність і героїзм, виявлені у захисті державного суверенітету та територіальної цілісності України, вірність військовій присязі під час російсько-української війни, відзначений — нагороджений:
- 15 травня 2015 року — орденом «За мужність» III ступеня (посмертно).[2]
- Його портрет розміщений на меморіалі «Стіна пам'яті полеглих за Україну» у Києві: секція 3, ряд 3, місце 25
- Вшановується 27 серпня на щоденному ранковому церемоніалі вшанування українських захисників, які загинули цього дня у різні роки внаслідок російської збройної агресії[3]
- у синельниківській ЗОШ № 1 Станіславу Осауленку відкрито меморіальну дошку[4]